# Triandrophyllum
Triandrophyllum es un género de hepáticas perteneciente a la familia Gymnomitriaceae. Comprende 13 especies descritas y de estas, solo 7 aceptadas.

## Taxonomía
El género fue descrito por Fulford & Hatcher y publicado en The Bryologist 64: 349. 1962.  La especie tipo es: Triandrophyllum subtrifidum (Hook. & Taylor) Fulford & Hatcher

## Especies aceptadas
A continuación se brinda un listado de las especies del género Triandrophyllum aceptadas hasta marzo de 2015, ordenadas alfabéticamente. Para cada una se indica el nombre binomial seguido del autor, abreviado según las convenciones y usos.
- Triandrophyllum antarcticum (Stephani) Fulford & Hatcher
- Triandrophyllum durum (Stephani) Fulford & Hatcher
- Triandrophyllum eophyllum (R.M. Schust.) Gradst.
- Triandrophyllum fernandeziense (S.W. Arnell) Grolle ex Fulford & Hatcher
- Triandrophyllum maegdefraui S. Winkl.
- Triandrophyllum subtrifidum (Hook. & Taylor) Fulford & Hatcher
- Triandrophyllum symmetricum J.J. Engel